# Zybyne
Zybyne (ukr. Зибине) – wieś na Ukrainie, w obwodzie charkowskim, w rejonie czuhujewskim, w hromadzie Wołczańsk. W 2001 liczyła 115 mieszkańców.